# هانك بلالوك
هانك بلالوك (بالإنجليزية: Hank Blalock)‏ هو لاعب كرة قاعدة أمريكي، ولد في 21 نوفمبر 1980 في سان دييغو في الولايات المتحدة.

## وصلات خارجية
- هانك بلالوك على موقع دوري كرة القاعدة الرئيسي (الإنجليزية)
- هانك بلالوك على موقعبيزبول رفرنس.كوم (الدوري الرئيسي) (الإنجليزية)
- هانك بلالوك على موقعبيزبول رفرنس.كوم (الدوري الثانوي) (الإنجليزية)
- هانك بلالوك على موقع إي إس بي إن.كوم (أم.أل.بي) (الإنجليزية)
- هانك بلالوك على موقع مشجعي الرسوم البيانية (الإنجليزية)